# Joker (DC Comics)
A Joker (ejtsd: dzsóker, az angol kifejezés sz.sz. viccelőt, értelme szerint tréfamestert jelent, vö. Jolly Joker) kitalált képregény- és rajzfilmes karakter, szuper-bűnöző, Batman főellensége. Bill Finger, Bob Kane és Jerry Robinson alkotása. A karakter először a Batman első számában jelent meg, amit 1940. április 25-én adott ki a DC Comics. Az, hogy ki is találta ki a karaktert, erősen vitatott. Egy biztos, hogy eredetileg szereplését nem tervezték hosszútávra, hiszen már az első képregényének füzetében majdnem meghalt, azonban Whitney Ellsworth szerkesztő berajzoltatott egy utolsó képsort arról, hogy túlélte a balesetét. Ezek után már rendszeresen visszatérő képregényfigura lett.
Joker a kezdeti megjelenéseiben egy igazi bűnözőzseni, nem mellesleg pszichopata, szadista és fekete humorral gyilkol Gotham utcáin. Azért, hogy a képregényeket gyermekbarátabbá tegyék, az 1950-es években Joker karakterét újraértelmezték és egy bolondos, szerencsétlen rablót csináltak belőle. Ez a változata egészen az 1970-es évekig tartott, mikor is komolyabbá akarták tenni a füzeteket, így a karakter is visszatért gyökereihez. Egyetlen nagyobb változtatás a kezdeti képregényekkel szemben azonban az, hogy Jokernek nem voltak racionális céljai, gyakran csak a móka kedvéért ölt embereket. Mint Batman első számú nemezise, sok rémségért felelős annak életéből. Ő is hozzájárult az első dinamikus duó feloszlásához, agyonverte a második Robint és lebénította Barbara Gordont. Rengeteg eredettörténetet kapott az évek folyamán, azonban egyik sem teljesen hiteles. A legismertebb az, hogy beleesik egy tartálynyi vegyi anyagba, ami elfehéríti bőrét, zölddé változtatja haját és pirossá teszi ajkait, amelybe beleőrül. Ez a legtöbb történetben megegyezik, azonban az szinte mindegyiknél más, miképp is került oda. Kiszámíthatatlanságával és groteszk humorával sokan őt tartják Batman legjobb ellenfelének.
Bár Jokernek nincsenek különleges képességei, mégis sok visszatérő fegyvere van. Ilyen például a híres gáza, amelynek belélegzésével az áldozat a nevetésbe hal bele és arcán halála után is ott marad a mosoly. Ezen kívül gyakran használ halálos Joy Buzzert, valamint egy, az öltönyén viselt virágot, amelyből vagy a gáza, vagy sav jön ki. Néha más bűnözőkkel is dolgozik, ilyen például Pingvin vagy Kétarc, azonban nem tud együttműködni másokkal, így általában elárulja szövetségeseit. Az 1990-es években megkapta maga mellé társát, illetve barátnőjét, Harley Quinnt. Bár főellensége Batman, más hősöknek is szeret keresztbe tenni, mint például Supermannek vagy Wonder Womannek.
Joker az egyik legismertebb gonosz a popkultúrában. Joker második az IGN minden idők 100 legnagyobb képregényes ellenfeleit felvonultató listáján, amelyben csak Magneto előzi meg. Nyolcadik az Empire 50 legnagyobb képregényszereplő listáján, illetve harmincadik a Fandomania 100 legnagyobb képzeletbeli karakter listáján, azonban ezekben megelőzi Magnetót. A karakter ismertségét az is mutatja, hogy a képregényeken kívül sok játékban, filmben és sorozatban is feltűnt már. Élőszereplős megformálói Cesar Romero a Batman című sorozatból, Jack Nicholson a Batman című mozifilmből, Heath Ledger A sötét lovagból, Jared Leto aSuicide Squad – Öngyilkos osztag és a Zack Snyder: Az Igazság Ligája című filmekből, Joaquin Phoenix a 2019-ben bemutatott Joker című filmből, illetve Cameron Monaghan a Gotham című sorozatból. Hangját adta már Mark Hamill, Troy Baker és rajtuk kívül még sokan mások.

## A szereplő megszületése

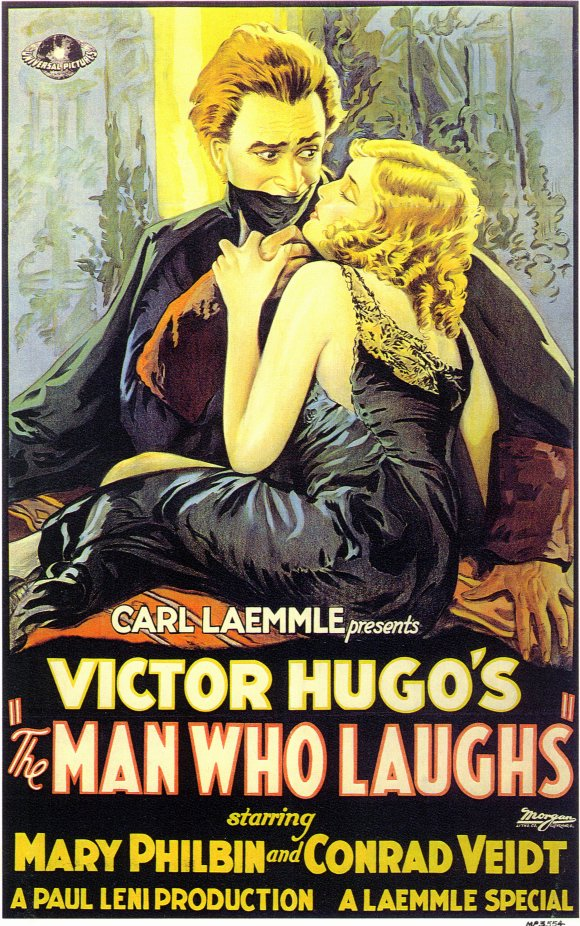
Joker kinézetének inspirációjául szolgáló filmnek a posztere

Bill Fingert, Bob Kane-t és Jerry Robinsont tekintik Joker megalkotójának, azonban a karakter kitalálásának történetét mind máshogy mondták el. Ami megegyezik a történeteikben, hogy Finger mutatott egy képet Conrad Veidt színészről, mint Gwynplaine (egy eltorzított arcú, csak mosolyogni képes ember) az 1928-ban készült A nevető ember című filmből, ami megalapozta a szereplő kinézetét. Ekkor Robinson bemutatott egy vázlatot a karakterről.
Robinson úgy mesélte, hogy az általa bemutatott vázlat, pontosabban egy 1940-ben készített kártyája adta az ötletet, amelyből jött Finger asszociációja A nevető ember filmből. Robinsont még Kane fogadta fel asszisztensnek, mikor Robinson 17 éves volt és hamar ő lett a Batman képregényeknek a rajzolójává. 1975-ben nyilatkozta azt, hogy létre akart hozni a szuperhősnek egy olyan ellenfelet, aki gyakran visszatér, azonban nem egy gengszter vagy egy maffiózó, hogy könnyen felismerhető és megjegyezhető legyen. Egy olyan szereplőt akart létrehozni, aki bármikor alkalmazható Batman főellenségeként, mint egy gonosz-bohóc. Robinsont nagyon izgatták a gonoszok: az egyetemen azt tanulta, hogy sok negatív szereplőt ellentmondások alkotják, ami szintén hozzájárult a karakter humorának megalkotásában, elvégre Joker bár egy bohóc, mégis, egy bűnöző-pszichopata. Elmondása szerint a név jött először, aztán az illusztráció. „Egy vizuálisan izgalmas karaktert akartam. Aki bizarr és emlékezetes, mint A párizsi Notre-Dame-ban vagy bármilyen más egyedülálló fizikailag izgalmas karakterek.” Ötleteit Fingernek mondta el telefonon, majd bemutatta a vázlatait. Fingernek tetszett az ötlet, azonban a kinézetét komolytalannak tartotta, ezért mutatta meg a Conrad képeket.

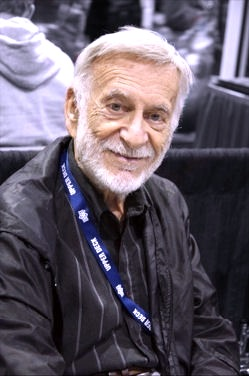
Jerry Robinson, a karakter egyik megalkotója

Kane azt állította, hogy Robinson csak azután mutatta meg terveit, miután már Finger megmutatta neki a képet. Azt is mondta, hogy Robinson rajzait csak Jokernek a kártyáinak használták az első történetekben. Egy 1994-ben készült interjúban ezt mondta: 
Bill és én alkottuk meg a karaktert. Bill volt az író. Robinson egyszer odajött hozzám egy kártyával, ami egy Jokert ábrázolt. Innen jött az ötlet. Úgy nézett ki, mint Conrad Veidt – tudod, a színész, aki A nevető ember című filmben is játszott, 1928-ban. Billnek volt egy könyve, amiben az ő képe volt. Odaadta nekem és azt mondta „Itt van Joker!” Robinson abszolút nem csinált semmit, mégis azt mondja, hogy ő találta ki a karaktert, de ez nem igaz.
 Robinson később helyesbítette mondandóját, miszerint Kane és Finger Joker megalkotója. Azt mondta, hogy ő csak annak a gonosznak volt a megalkotója, akit csak a Batman #1 miatt hozott létre. A karakter többi részét ők hozták létre. 

Mikor először mutattam nekik az ötleteimet, akkor mondta Bill, hogy Conrad Veidtre emlékezteti. Ez volt az első előjele az egésznek. Mind benne voltunk. (…) Bill csinálta az első történetet. A koncepció az enyém volt. (…) Ameddig ő megírta a történetet, addig én és Bob megcsináltuk a kinézetét, szóval Bob is benne volt.
 Bár Kane tagadta Robinson állításait, sok képregény-történész Robinsont tartja Joker megalkotójának. 2011-ben Robinson is meghalt, így az igazságot nagy valószínűséggel nem fogjuk megtudni.

## Szerepléseinek története

### Az aranykor
Joker 1940-ben debütált a Batman #1-ben, mint a címszereplő első visszatérő ellenfele, nem sokkal a főhősnek első megjelenése után a Detective Commics #27-ben, mely 1939 májusában jelent meg. Joker könyörtelen sorozatgyilkosként tűnt fel, aki előre bejelentett áldozatait Joker méreggel öli meg, mely az arcaikra groteszk mosolyt ragaszt, ami a halál beállta után is ottmarad. A karakter már második megjelenésében meghalt volna (ami ugyan abban a füzetben történt, mint az első), miután véletlenül leszúrta magát. Finger nem akart visszatérő gonoszt a történeteibe, mivel akkor Batmant alkalmatlannak lehetne bélyegezni. Azonban egy szerkesztő, név szerint Whitney Ellsworth utólag rajzolt egy panelt, melyből kiderült, hogy Joker életben maradt. Az első képregényekben sokszor tűnhetett úgy, hogy Joker meghal, hiszen volt, mikor bennmaradt egy égő házban, lezuhant egy világítótoronyból, egy szikláról, egy vonatról, és egy ház vermébe is beleesett. Persze mindig felbukkant a későbbiekben, így szinte már megszokottá vált, hogy Joker inkább meghal látszólagosan, minthogy börtönbe kerüljön. Az első füzetekben, bár még racionális céljai voltak (főleg a lopás), már sok, ma fontos elem felbukkant a karakter személyiségében. A Batman #7-ben például megölhette volna ellenségét, de ehelyett életben hagyta, hogy Batman is hallja, ahogy nevet rajta. A Batman #11-ben szintén megkíméli az életét, mivel szórakoztatónak tartja (nem így vélekedik azonban Robinról, akit majdnem meg is öl). Joker kilenc Batman füzetben tette tiszteletét az első 12-ből.
A képregények hamar definiálták őt Batman és Robin legveszélyesebb ellenségeként, elvégre rengeteg embert megölt és egy vonatot is kisiklatott. A #13 füzettől Kane figyelme inkább az újságokban megjelenő rövidebb Batman történetekre korlátozódott, így Dick Sprang, Jack Schiff és Bill Finger dolgozott a projekten. Ekkor kezdett a DC Comics a gyerekek felé terjeszkedni azzal, hogy a történeteket gyerek-barátabbá tette, mely Joker karakterén is meglátszott. Az eddig sorozatgyilkos pszichopata átalakult egy csíntalan tolvajjá. Mark Waid képregényíró szerint az 1942-ben készült The Joker Walks the Last Mile című képregény volt a kezdete ennek az új, humorosabb változatának a karakternek.
Az 1942-ben készült Detective Comics #69, melyet „Double Guns”-ként ismernek (melynek borítóján Joker egy lámpából jön elő, két fegyvert tartva Batmanre és Robinra) az aranykor egyik legjobb szuperhős borítója és az egyetlen kép az aranykorból, ahol Joker normális pisztolyokat használt, ugyanis a kreatív csapat egy ennél találékonyabb karaktert akart csinálni.

### Az ezüstkor
Joker egyike volt azoknak a Batman-gonoszoknak, akik átmentek az aranykorból az ezüstkorba. Ez elég szerencsésnek számított, ugyanis abban az időben sok karaktert töröltek. 1951-ben írta meg Finger Joker eredettörténetét a Detective Comics #168-ban, melyből kiderül, hogy Joker volt a híres Vörös Sisak nevezetű bűnöző, aki véletlenül beleesett egy tartálynyi mérgező vegyi anyagba, amely kifehérítette a bőrét és zölddé változtatta a haját.
1954-től a képregények nagyobb ellenőrzésen mentek keresztül, részben a Fredric Wertham pszichológus által keltett növekvő rosszallás miatt, aki kirohanást intézett a műfaj ellen, többek közt a Batmanben szerinte fellelhető homoszexuális felhangokért. Így megszűnt a képregényekben a vér és a szükségtelen erőszak, mely nem csak Batmant, hanem Jokert is megváltoztatta. A már egyébként is humorosabb stílusú karaktert még jobban lebutították, egy szerencsétlen piti-tolvaj lett belőle.
1964-ben Julius Schwartz lett a Batman képregények szerkesztője, aki nem szerette Joker karakterét, ezért egyre ritkábban jelent meg. 1966-ban jelent meg a képernyőkön a Batman televíziós sorozat, melynek egyik visszatérő gonosza volt Joker is. Itt is egy gyerekesebb gonosz volt, azonban a sorozat rendkívül népszerűvé tette a képregényeket, így ugyanazt a tónust folytatták. Mikor 1968-ban véget ért a sorozat a képregények népszerűsége nem szűnt meg és a sorozat hatására Joker is maradt a megszokott változatánál.

### A bronzkor
1973-ban, négy év kihagyás után tért vissza Joker a képregények lapjaira, hála Dennis O’Neil írónak és Neal Adams rajzolónak. Visszatérése a Batman #251-ben kezdődött, ismertebb nevén The Joker’s Five-Way Revenge, melyben Joker a régi, sorozatgyilkos pszichopata énében tért vissza. Eme képregény kezdte el a trendet, miszerint Joker egy takarékosabban használt, ámde központi karakter. O’Neil ezt mondta az ötletéről: „Egyszerűen csak vissza akartam vinni, ahonnan elkezdődött. Elolvastam néhány régi történetet, hogy rájöjjek, mit is akart Bob és Finger.” O’Neil azzal az ötlettel állt elő, hogy Joker őrült, ezért nem a börtönbe, hanem az Arkham Elmegyógyintézetbe szállítják minden bűntette után. Adams megváltoztatta a karakter kinézetét is, megnagyobbította az állát, karcsúbbá tette fejét.
Az 1970-es években a kiadó sokat kísérletezett a karaktereivel, így Joker népszerűsége miatt 1975-ben megkapta saját sorozatát, a Jokert. Így ő lett az első gonosz a kiadónál, aki saját sorozatot kapott. A sorozat Joker tevékenységeit követte figyelemmel más bűnözőkkel. Az első füzetet is O’Neil írta. A történetek egy kedvelhető gonosszá tették őt, akit az olvasók támogatni tudtak. Bár Joker sokszor harcolt más gonoszokkal és gyakran ölt meg ártatlanokat, a szériában sosem harcolt Batmannel: Így lett a sorozat célja két rossz közötti harc bemutatása, nem pedig a jó és a rossz közöttinek. Tekintve, hogy a képregények még akkor is nagy ellenőrzéseken mentek keresztül, így a történeteknek mindig úgy kellett végződnie, hogy Jokert elfogják. A sorozat nem talált közönséget, így 9 képregény után, 1976-ban törölték.
A legemlékezetesebb változtatást azonban Steve Englehart író és Marshall Rogers rajzoló tette a karakterrel a nyolc füzetes Detective Comics #471–476 számokban, mely nagyban meghatározta Joker karakterét. A The Laughing Fish című történetben Joker átváltoztatja a város tavaiban élő halak nagy részét, hogy azok ijesztően mosolyogjanak, akárcsak ő. Ezek után megpróbál szabadalmat felvenni halaira, amik az ő arcát viselik, ámde mikor megtudja, hogy az természeti erőforrás, ezért nem szabadalmaztathatja, véletlenszerűen kezd bosszút állni ártatlan embereken. Joker elmebeteg és irracionális viselkedését átvették az 1989-ben készített Batman mozifilmben, majd a kilencvenes években futó Batman: A rajzfilmsorozatban adaptálták ezt a történetet. Englehart így fogalmazott a karakterrel kapcsolatban: „Joker egy nagyon őrült és ijesztő karakter. Vissza akartam hozni azokat az időket, amikor Batman hajnalban harcolt ezekkel az elmebetegekkel a világító hold alatt.”

### A modern kor
Évekkel az 1966-os sorozat után a Batman képregények népszerűsége ismét zuhanni kezdett és majdnem törölték. Bár a hetvenes évek definiálta Joker karakterét mint egy pszichopata tömeggyilkos, de igazán a nyolcvanas években érte el ez a folyamat a tetőpontját, mikor is a kiadó elkezdett felnőtteknek szóló történeteket is kreálni, melyben Joker is kivette a részét, mint az értelmetlen gyilkosságok osztogatója. Néhány hónappal a Crisis on Infinite Earth után, melyben olyan, az ezüstkorból való szuperhősöket öltek meg, mint Flash vagy Supergirl, Frank Miller megírta A sötét lovag visszatér című képregényt, melyben Batmant mint egy idős és kifáradt szuperhőst, Jokert pedig mint egy ellenfele nélkül nem működő pszichopata gyilkosként mutatta be. A nyolcvanas évek végén Jokernek nagy hatása volt Batmanre és segítőire. Az 1988–89-es Halál a családban című képregénysorozatban agyonverte Batman segítőjét, a második Robint egy feszítővassal, majd felrobbantotta. A második Robin, név szerint Jason Todd nem volt olyan népszerű mint elődje, így a rajongókra bízták a sorsát: szavazással lehetett eldönteni, hogy éljen vagy haljon és az utóbbi lett a válasz. A történet nagyban megváltoztatta Batman világát, mivel ahelyett, hogy Joker névtelen járókelőket ölne, az egyik központi karakterrel végzett, amire eddig sosem volt példa. Így nem csoda, hogy Batmanben is nagy nyomot hagyott Robin halála.
A nyolcvanas évek egyik legfontosabb képregénye volt a karakter szempontjából A gyilkos tréfa, melyet Alan Moore írt és Brian Bolland rajzolt. A képregény különlegessége, hogy sokat foglalkozik Joker karakterével és előzménye is kiderül belőle, miszerint, ő egy komédiás akart lenni, azonban tehetségtelensége miatt alkalmatlan volt és felesége eltartása érdekében elcsábította a bűn. Ezért is kellett ott lennie a vegyi gyáraknál, ahol beleesett a mérgező vegyi anyagba, mely tönkretette az arcát. Azelőtt tudta meg nem sokkal, hogy felesége egy balesetben meghalt, így a rengeteg borzalom, melyet át kellett élnie azon a napon megőrjítette őt. Azonban a történetből az is kiderül, hogy eredetére mindig máshogy emlékszik, így nincs egy 100%-os történet. A képregény másik híres momentuma, mikor is Joker hasba lövi Barbara Gordont, más néven Batgirlt, aki ennek következtében deréktól lefelé lebénul. A történet nagyon elismert kritikailag és nagy befolyása volt a későbbi képregényekre. Erre jó példa Barbara Gordon, aki a tragédia után orákulumként segítette Batmant. Filmekben is nagy befolyása volt, hiszen az 1989-es Batmanben Joker eredettörténete ezen alapul és a 2008-as A sötét lovag című filmben átvették a többlehetőséges eredettörténetet Joker számára, hiszen a filmben Joker több különböző történetet is elmond, miképp lett az, aki. A történet saját animációs filmet is kapott ugyanazon néven 2016. július 23-án, mely az első felnőtteknek szóló besorolást kapó DC képregény adaptáció lett.
Az 1992-ben készült Batman: A rajzfilmsorozat bemutatta Joker első női társát, Harley Quinnt, egy volt pszichiátert, aki beleszeretett betegébe és mellé állt a bűnben. A sorozatban udvari bolond jelmezben van jelen. A karakter olyan nagy népszerűségre tett szert, hogy 1999-ben megjelent a képregényekben is, mint Joker barátnője. Ugyanebben az évben Alan Grant és Norm Breyfogle képregényéből, az Anarkyból kiderült, hogy a címszereplő Joker fia. O’Neil (aki a Batman sorozatnak a szerkesztője volt) azonban ellenezte ezt és megoldotta, hogy kiderüljön, Anarky nem Joker rokona. Azonban a sorozat hamarabb megszűnt, így nem tudták megcáfolni Anarky eredetét.
Joker első fontosabb története az Új 52-ben (ami a DC Comics világának egy rebootja volt 2011-ben) a 2012-től futó Death of the Family című képregénysorozat, melyet Scott Snyder írt. A történet a Batman és Joker közötti kapcsolatot mutatja be, miközben Joker megpróbálja szétverni Batman adoptált családjának bizalmát. A történetben Joker jelmezét átalakították, a hagyományos lila öltöny helyett egy zilált, átlagos munkaruhát visel, azonban a nagyobb változtatás az arcán van, melyet még 2011-ben a Detective Comics #52-ben műtétileg eltávolítottak és itt különböző szíjjak segítségével ismét magára szerelt egyfajta maszk formájában. Joker arcát az Endgame című történetre helyreállították, amely Joker és Batman halálát mutatja be.

## Eredete
Bár az eredeti képregények alkotói sem akartak eredettörténetet csinálni neki (mivel szerintük nem az a lényeg, miképp lett, hanem, hogy jelenleg mi) több, mint az első képregény megjelenése után egy évtized múlva, 1951-ben kapta meg első eredettörténetét, mely szerint egy vegyi gyárban dolgozott, majd miután ki akarta rabolni munkahelyét egy vörös sisakban, beleesett egy vegyi tartályba, mely zölddé változtatta haját, elfehérítette arcát majd piros mosolyt ragasztott arra. Ezt a történetet dolgozta fel 1988-ban A gyilkos tréfa, mely hozzáadta Joker feleségének történetét is, aki éppen fiát várta, mikor egy balesetben elhunyt, éppen aznap, mikor férje a gyárát akarta kirabolni. A történet szerint felesége halála és új külseje őrjítette meg véglegesen. A képregényben hangsúlyozva van, hogy mivel a történetet maga az őrült Joker meséli el, így annak hitelessége bizonytalan, sőt, maga Joker is bevallja, hogy mindig máshogy emlékszik, így nem is tudna igazat mondani. A történetet még rengeteg más képregény is átvette, melyekben gyakran felesége nem baleset, hanem gyilkosság áldozata lesz.
Megbízhatatlan eredetére van utalás A sötét lovag (2008) című filmben, melyben Joker két eredetet is megoszt magáról két különböző embernek. A filmben először a később megölt alvilági bandavezérnek azt meséli, hogy részeges és agresszív apja egy este késsel fenyegette, majd vigyor szerű sebet vágott fia száján. Egy későbbi jelenetben, mikor Bruce Wayne estéjére tör be, úgy meséli a történetet, hogy a kedvese súlyosan megsérült egy balesetben, és mivel pénzük nem volt a műtétre, Joker, hogy kedvese bánatát enyhítse, saját kezével csúfította el magát: „Borotvát tettem a számba és ezt tettem magammal. És tudod, mi lett? Onnantól nem bírt rám nézni! Elhagyott. De én ezt viccesen fogom fel. Azóta mindig mosolygok!” Joker a film végén Batmannek is elkezdené mondani történetét, azonban a szuperhős lelöki őt egy épületről.

### Jack Napier
Ha valaki nem tud sokat Jokerről, akkor könnyen lehet, hogy Jack Napierként ismerheti, ugyanis ez a legismertebb név, ami az eredeténél fel szokott merülni. A név az 1989-ben megjelent Batman című filmben jelent meg először, melyben Jack Jokerré válása előtt egy maffiavezér jobbkeze volt, ámde felettese haragudott rá, így tőrbe csalta: elküldte őt és csapatát a város vegyi gyárába, melyben nem volt semmi. Jackék elmentek volna, azonban megjelent a rendőrség, majd kicsivel később maga Batman. A futóhídon kerülnek szemtől szembe és Jack rá lő Batmanre, akinek a páncéljáról visszapattanó golyó megsebzi Jack arcát. Napier átbukik a híd korlátján miközben az arcát fogja fájdalmában, épp csak sikerül elkapnia a korlátot egyik kezével. Ekkor Batman megpróbálja felhúzni a másik kezénél fogva, de Jack egyrészt elengedi a korlátot, másrészt keze kicsúszik Batman szorításából, így belezuhan a híd alatti sav tartályba és elmerül. Batman és a rendőrök is halottnak hiszik. Ámde Jack nem halt meg, bár ő nem így gondolja, hiszen új kinézete sokkal inkább emlékezteti a szerencsekártyájára, a Jokerre. A film folyamán az is kiderül, hogy Jack ölte meg Bruce szüleit is. A film forgatókönyve még a Gyilkos tréfa kijövetele előtt készült el, így nem csoda, hogy egy nagyon masszív eredetet akarta adni a karakternek. Ha a képregény hamarabb jelent volna meg, nagy valószínűséggel máshogy lett volna, hiszen a rendezőnek ez vált később a kedvenc képregényévé. A nevet felhasználta még a Batman: A rajzfilmsorozat is, bár eredetet itt nem kapott a karakter. A Batman: A rém álarca című animációs filmben (mely a sorozatnak egy egész estés mozija) maga név nem hangzott el, azonban kiderült, hogy Jack már Jokerré válása előtt is bűnöző volt és itt is egy gengszter csapat vezetőjének volt a jobbkeze. Jokerré válásáról nem tudunk meg semmit, azonban eme sorozatnak a folytatásaként szolgáló The New Batman Adventures Őrületes szerelem (Mad Love) című epizódjában Joker Harley Quinn-nek meséli el történetét, mely szerint az apja folyton verte és ha rosszat csinált, akkor eltörte az orrát. A történetéből az is kiderül, hogy maga Batman dobta bele a vegyi anyagba. A rész vége felé Batman elmondja Harleynak, hogy Joker ezt a történetét rengetegféleképpen elmondta, így nagy valószínűséggel neki is hazudott.
A nevet a képregények is gyakran átvették, sőt, még a Gyilkos tréfában látott eredetet is átírták már úgy, hogy Jokert Jacknek hívják.

### Jerome és Jeremiah Valeska
2014-ben indult a Gotham című élőszereplős sorozat, mely Batman, városa és abban élőknek eredettörténetét hivatott bemutatni. A sorozatban szerepet kap James Gordon, Pingvin és Bruce Wayne eredete is, azonban az 1. évad 16. részében felbukkant egy Cameron Monaghan által alakított 17 év körüli gyermek, akit Jerome Valeskának hívtak. Az epizódban Jerome elvesztette a vándorcirkuszban dolgozó anyját, akit nagyban gyászol az egész cirkusz. James Gordon nyomoz az ügyben és a rész végére rájön, hogy az elkövető nem más volt, mint Jerome, aki utálta az anyját, annak rossz bánásmódja miatt. A rész végén, mikor megtudja, hogy valódi apja az idős és vak jövendőmondó volt a cirkuszból, elkezdett mániákusan nevetni, melyből a nézők könnyen gondolhatták azt, hogy a jövendőbeli Jokert láthatják.
A második évadot vele harangozták be, minden előzetesben feltűnt és még a 2015-ös Comic-Conon is megjelent a színész, aki a biztonságiak vittek ki. A második évad elején Theo Galavan milliárdos kiszabadította őt és még néhány elmebeteget az Arkham Elmegyógyintézetből, akikkel csapatot alakítanak „Mániákusok” néven és elkezdik terrorizálni a várost. Miután a rendőrséget megtámadták, egy gálát tűznek ki célul, melyet élőben közvetít a tévé. A terv sikerül, hatalmas felfordulást csinálnak, ámde mikor Jerome éppen a 14 éves Bruce Wayne torkát vágná el, Theo Galavan (a megbízója) nyakba szúrja. A rajongók hatalmas hisztériát csaptak az új kedvencük haláláért, mely miatt sokan abba is hagyták a sorozat nézését. Bár maga a színész mondta el, hogy a karakter nem biztos, hogy halott marad, nagyban csökkent a sorozat népszerűsége.
A harmadik évadra már hatalmas rajongótábora lesz a karakternek a sorozaton belül is, akik fel akarják támasztani. Ez nem is lehetetlen, hiszen a második évad végén Dr. Hugo Strange több karakterrel is elvégezte a műveletet. Így a szekta elrabolja Jerome holttestét és megpróbálják feléleszteni. Ez azonban nem sikerül és mivel a vezér tudja, hogy csapatának kell egy Jerome, magára vállalja a szerepet; levágja példaképe arcát és maszkként magán viseli. Jerome azonban mégis feltámad, majd miután visszaszerezte és magára tűzte arcát, nyilvánosan kivégzi a szekta vezérét és ismét megpróbálja megölni Bruce Wayne-t. A fiút egy karneválba viszi, ahol az Jerome követőivel egy nagy showban próbálják kivégezni az ekkor 15 éves fiút. Bruce azonban megszökik és majdnem megöli Jerome-ot, akit ezek után az elmegyógyintézetbe szállítanak.
A negyedik évadban Jerome láthatóan jól érzi magát az Arkhamban, mondhatni kiskirályként él ott, viszont tervez valamit. A gyanú be is igazolódik, ugyanis az Őrült Kalapos és Madárijesztő segítségével megszökik az elmegyógyintézetből, hogy Gothamet sötétségbe taszítsa a Madárijesztővel kifejlesztett gáz segítségével. Emellett keres valakit. Valakit, akit rég nem látott. Gyerekkorában ugyanis elválasztották tőle ikertestvérét, Jeremiah-t, mert tudták, hogy a fiú még sokra viheti. Jerome végül elbukik, amikor egy szabadtéri koncerten az ifjú Bruce Wayne-t, Jeremiah-t, a város vezetését és ártatlan civileket akar megmérgezni és megölni a nevető gázzal. Jerome a halála előtt még küld egy ajándékot (direkt a testvérének kikevert formulát a gázból), amelyet Jeremaih gyanútlanul kibont. A gáz előhozza a sötét énjét, megváltoztatja külsejét (kifehéríti bőrét, haja sötétzöldessé válik, szája vörös lesz). Folytatja Jerome tervét, hogy sötétbe borítsa Gothamet, viszont testvérével szemben Jeremiah megfontolt, nyugodt. Emellett kötődik Bruce Wayne-hez, mert hasonlónak gondolja kettőjüket. Terve Ra's Al Ghul segítségével beteljesül, elszigeteli Gothamet a külvilágtól, szabad kezet adva a különböző bűnbandáknak a sötétségbe borult város elfoglalására. Emellett Bruce szeme láttára lelövi Selina-t.
Az ötödik évadban Jeremiah visszatér, hogy az őrületbe kergesse Bruce-t. Elrabolja Jim Gordont és Leslie Thompkins-t, hogy őket felhasználva újra átéltesse Bruce-szal a szülei halálát. Ám Bruce az időközben felépült Selina segítségével megmenekül, majd az Ace vegyszergyárban harcol Jeremiah-val, aki a végén egy savval teli tartályba zuhan, de nem hal meg, csak kómába esik. Az utolsó részben, mely 10 évvel később játszódik, Jeremiah az Arkhamban raboskodik és még mindig katatón állapotban van, de később kiderül, végig csak megjátszotta azért, hogy az új Wayne torony felrobbantásával előcsalogassa Bruce-t. Meg akarja ölni Gordont és lányát, Barbara Lee-t, ám Bruce, aki immár Batman-né vált, megállítja őt és a bombát is hatástalanítják.
Arthur Fleck
A történet szerint Arthurnak mindig azt mondta az anyja, hogy akármi is legyen az életben vele, mosolyogjon és a dolgok rendbe jönnek. Arthur ezt még 30 évesen is betartja: mikor életében a dolgok rosszra fordulnak, ő bohócnak áll.

## Jelleme
Batman legnagyobb ellenfeleként van számon tartva, valamint rengeteg becenév ragadt rá az évek során. Ilyen például a „Bűn bohóc hercege” elnevezése, amit ő is rendszeresen használ. A DC univerzum fejlődése során két fajta változata lett népszerű: az eredeti, miszerint egy pszichopata sorozatgyilkos hatalmas intelligenciával, valamint fekete humorérzékkel. A másik verzió szerint (mely főképpen az ötvenes és hatvanas években volt népszerű) csak egy nárcisztikus és mókás tolvaj, aki nem jelent senkire sem komolyabb veszélyt. Csak úgy, mint a legtöbb hosszú időt megélt képregénykarakter, neki is sokat változott a személyisége az évek során, azonban, nem úgy, mint kortársai, akiknek előző személyiségeiket inkább ignorálják a későbbi történetekben. Jokernél ez egy jól ismert tény, mely abból fakad, hogy Joker maga alakítja ki személyiségét, melyet gyakran változtat.
Sokan magyarázzák Batman és Joker viszályának sikerességét a két karakter közti ellentétekkel. Míg Batman egy sötét és komor, ámde igazságos bűnüldöző, addig Joker egy színes és mókás, azonban roppant veszélyes pszichopata gyilkos. A látvány és a halál sokkal fontosabb (és szórakoztatóbb) számára, mint a pénz vagy a hatalom. Bár próbálja úgy mutatni, mintha minden emberhez közönyösen állna hozzá, nagyon fontos számára az emberek (főleg Batman) figyelme. A The Joker: Devil’s Advocate képregénytörténet szerint Joker több, mint 2000 embert ölt már meg, melyért sosem ítélték el az őrültsége miatt, melytől nem felelős a tetteiért. Sok cselekvése arra próbálja rávenni Batmant, hogy öljön, mondván, ha egy olyan önuralommal bíró személy, mint Batman képes embert ölni, akkor bárki olyanná válhat, mint Joker.

### Személyisége
Joker legfőbb jellemzője az őrülete, bár az is igaz, hogy nem lehet egy pszichológiai rendellenességbe sem besorolni, mely azt eredményezné, hogy nem felelős a tetteiért. Éppen ezért alakult ki az a teória, miszerint Joker valójában nem őrült, mindössze egy nagyon okos pszichopata, aki azért, hogy elkerülje a kivégzését, eljátssza azt, hogy elvesztette az eszét. A Batman: Arkham Elmegyógyintézet című képregényben egy pszichiáter diagnózisa szerint Joker valójában nem őrült, hanem „szuper-épelméjűségben” szenved, vagyis, a modern világhoz túlságosan alkalmazkodik, amit lát vagy hall magáévá teszi, olyanná válik, ezért változik szinte naponta a személyisége.
A Batman: A gyilkos tréfa történetében Joker elmondása szerint ő igenis őrült, annak az egyetlen rossz napnak köszönhet, melyben rengeteg szörnyűség történt vele. A képregényben lévő visszaemlékezésből kiderült, hogy elvesztette a várandós feleségét, valamint egy rablás során beleesett a vegyi anyagba, melytől megváltozott kinézete. Joker azonban azt is bevallja, hogy nem emlékszik valódi múltjára, így saját magának talált ki egyet, melyet gyakran változtat. A képregényben Joker párhuzamot állít közte és Batman között, mondván, hogy ő is biztosan egy rossz napnak köszönheti őrületét, azonban idegesíti, hogy Batman ezt nem hajlandó belátni. Peter Coogan képregénykutató szerint, Joker minden cselekedete mögött az áll, hogy megpróbálja magára formálni a világot. Ezért is csinálta meg azt a mérget, mely áldozataira is olyan mosolyt ragaszt, mint amely neki is van.
Joker nagyon szeret káoszt és félelmet generálni, ezt általában véletlenszerű áldozatokkal teszi meg. Már a Batman #1-ben is véletlenszerűen ölte meg Gotham arisztokratáit, mely szokását később sem hagyta el. A The Laughing Fish történetben megmérgezi Gotham vizeit, hogy a halak kinézete hasonlítson sajátjáéra. Ezek után szabadalmat próbál felvenni rájuk, majd mikor megtudja, hogy természeti erőforrásra nem tud szabadalmat felvenni, ismét véletlenszerűen öl embereket. A sötét lovag című filmben szintén véletlenszerűen vadászik az emberekre, ezzel követelve, hogy Batman levegye maszkját és átadja magát a hatóságoknak.

### Kapcsolatai más szereplőkkel

#### Batman
Joker és Batman kapcsolata az évek folyamán folyamatosan változott. Az aranykorban általában a szokásos gonosz-hős kapcsolat állt fent közöttük. Joker utálta ellenségét, amiért az folyamatosan keresztbe tett neki. Bár utálta, mégsem ölte meg, amikor tehette volna, mondván, hogy túl jól szórakozik rajta. Az 1942-ben megjelent Batman #12-ben már az állította, hogy nem egyszerűen akarja megölni ellenségét, hanem egy különleges módon, ahogyan senki más nem tudná megcsinálni. Ezek után egyre többet szórakozott ellenfelével, halálos játékokra hívta ki, melyektől olyan jól érezte magát, hogy később már le se akarta leplezni, mivel akkor véget érne a játszma közöttük.
Az ezüstkorban, mivel a karaktert lebutították, a köztük lévő viszony is így alakult át. Joker általában csak rabolni akart, így Batman szimplán csak egy zavaró tényező volt, aki megakadályozta ebben. A bronzkorban visszatért a régi változata, így céljai ismét változtak, az új „küldetése” ősellensége megszégyenítése lett. A modern korban már komolyabb elemzést is kapott a két szereplő közti viszony, mely szerint, mind két személy megszállottja egymásnak.
Batman undorodik Jokertől, mivel ő minden olyat képviselt, ami ellen harcol. Bármennyire is gyűlöli, nem akarja megölni, mivel azzal átlépné azt a morális határt, miszerint nem öl embert, mert akkor ugyanolyanná válna, mint azok, akik ellen harcol. Joker ezzel szemben egyfajta szeretet is érez ellensége iránt. Véleménye szerint Batman ad értelmet az életének. Ettől függetlenül, sokszor próbálja megölni. A Going Sane című történetben Joker azt hiszi, hogy végzett ellenségével, ezért úgy dönt, hogy befejezi bűnöző karrierjét, átoperáltatja az arcát, majd beleszeret egy nőbe, akivel össze is házasodnak. Végül, mikor Batman ismét felbukkan, Joker újra megőrül és ismét gyilkolni kezd. A sötét lovag visszatér történetben, miután Batman visszavonul, Joker katatón állapotba kerül az Arkham elmegyógyintézetben, melyből csak akkor ébred fel, mikor Batman visszatér. A Batman: A rajzfilmsorozat Aki megölte Batmant című epizódjában szintén azt hiszi, hogy meghalt, és miután meggyőződött haláláról (kirabolt egy üzletet, azonban nem jött Batman, hogy megállítsa) elszomorodott és ellensége feltételezett gyilkosát egy koporsóba zárva savba dobta.

#### Batmant segítő karakterek
Már a kezdeti képregényekben is megmutatkozott, hogy Joker mennyire nem szereti Robint. A Batman #11-ben megölhetné Batmant, azonban nem akarja, ellentétben Robinnal, akivel egyből végezni akar. Joker első olyan tevékenysége, mellyel maradandó nyomot hagyott Batman egyik társában, az A gyilkos tréfában történik meg, mikor is derékba lövi Barbara Gordont, a régi Batgirlt, aki ennek következtében deréktól lefelé lebénul és tolószékbe kényszerül. A következő cselekedete azonban még nagyobb nyomot hagyott Batman történetében, mikor is a Halál a családban képregényben megölte a második Robint, Jason Toddot. A fiút egy feszítővassal agyonverte, majd anyjával együtt felrobbantotta. A karakter halála nem hatotta meg az olvasókat, Jason nem volt olyan népszerű, mint elődje, így a rajongók szavazhattak arról, hogy túlélje-e a robbanást, vagy ne. Mint az tudjuk, végül meghalt, azonban később feltámasztották, azonban ekkor már gonoszként tevékenykedett. A 2000-ben megjelent Batman Beyond: Joker visszatér című animációs filmben a harmadik Robinnal, Tim Drake-kel (a film világában nem volt Jason Todd, így ott ő csak a második) is csúnyán elbánik, megkínozza, majd miután elmondta Batman valódi nevét, átmossa az agyát, és a már beszélni sem tudó gyermeket saját mintájára faragja, majd fiává fogadja. Mikor tőle kéri, hogy lője le Batmant, a fiú nem képes ezt megtenni, helyette Jokerrel végez. Ez az esemény a képregényekben sosem történt meg, azonban egy ismert pontja a DC animációs univerzumnak. A Detective Comics #810-ben azt állítja, hogy kedvenc munkája a Robin-ölés. A Death of the Family című történetben Joker elfogja az eddigi összes Robint, Batgirlt és Batmant is, hogy megmutassa Batmannek, hogy milyen fölöslegesek is ők, valamint, hogy csak elgyengítik a hőst. A rajongók a Robinok iránti utálatát azzal magyarázzák, hogy Joker riválisként tekint rájuk, mivel ellopják Batman figyelmét.
Batman jó barátjának, James Gordonnak is sokszor próbálta tönkretenni az életét. A gyilkos tréfában miután lelőtte lányát, képeket mutatott a meztelen és véres Barbaráról, amint szenved. Ezzel azt akarta bizonyítani, hogy mindenki, még egy olyan jó rendőr is, mint James, meg tud őrülni egy rossz nap hatására. A No Man’s Land című történetben megölte Sarah Essent Gordon második feleségét is, azonban a nyomozó még ezután sem bírt végezni vele. Batmanen kívül más szuperhősökkel is gyakran szembe került, ilyen például Superman vagy Wonder Woman.

#### Harley Quinn
Harley Joker szárnysegédje, egyben barátnője. Először a Batman: A rajzfilmsorozatban tűnt fel, majd több képregényben is megjelent. Az első néhány részben, melyben feltűnt, viszonylag barátságosnak tűnt kettejük viszonya. A második epizódban, melyben szerepel, meg is siratja Jokert, akiről azt hiszi, hogy meghalt. Ekkor még nagyon ragaszkodott szerelméhez, akit semmilyen körülmények között nem árult volna el. A két jó madárka című epizódban jelent meg először, hogy Joker bántja barátnőjét. Miután egy balul elsült rablásból elmenekülnek, Harley rossz pisztolyt ad oda szerelmének, aki emiatt nem tudja lelőni Batmant. Ezek után Joker kidobja Harleyt aki ezt követően megismeri legjobb barátnőjét, Méregcsókot is. A lányt többször is bántotta barátja, azonban végül mindig megbocsátott. A Harlequinade című epizódban azt mondja Batmannek, hogy azért szereti Jokert, mivel vele minden mókás. Ugyanebben, mikor Joker már egy atombombát is rádobna, Harley le akarja lőni, azonban puskájából csak egy zászló jön elő. Ekkor mind a két fél megbocsát a másiknak. A híres képregényből, melyet később a sorozat is adaptált, a Mad Love történetéből derült ki a karakter múltja, miszerint egy pszichiáter volt, akit beleszeretett a páciensébe, miután az megosztotta vele tragikus múltját, az alkoholista apjáról, aki folyton verte.
„Hamarosan világossá vált számomra, hogy Joker, mint egy dühöngő gyilkos őrült, valójában egy megkínzott lélek, aki szeretetet és elfogadást akar. Egy elveszett, sérült gyermek próbálja megnevettetni a világot. És mint mindig, ott volt az önelégült Batman a szándékkal, hogy tönkre tegye az én angyalomat. Igen, beismerem. Szakszerűtlennek hangzik, de beleszerettem a betegembe.” – Harley önvallomása. 
Batman a képregény végén elmondja, hogy Joker hazudott, és azóta csak kihasználja Harleyt, mióta csak találkoztak. A lány nem hisz neki, ezért megpróbálja megölni. Joker, mikor ezt megtudja, kidobja barátnőjét az ablakon. Harley ekkor már azt érzi, hogy nem tudja megbocsátani Joker tettét, azonban, mikor az elmegyógyintézetben egy üzenetben bocsánatot kér, Harley ismét beleszeret.
Harley a későbbi képregényekben megpróbált minél inkább távol maradni őrült barátjától és kialakítani egy normális életet. Ez természetesen múltja miatt nem lehetséges. Jokert bár nem érdekelte azelőtt barátnője sorsa, miután elhagyta, többször is próbálkozott a visszaszerzésével. Harley az Új 52-ben csatlakozott az Öngyilkos osztaghoz, melyben viszonyt folytatott Lövésszel. Az ő halála után Joker ismét megkeresi Harleyt, hogy felhasználhassa őt a Death of the Family című történetben. Harleyt ezután meg akarja ölni, ám a lány megszökik tőle.

### Kinézete
Joker külseje általában az adott képregényrajzolótól függően változó, csak az alapok azok, amik mindig visszatérőek, melyek a zöld haja, fehér bőre és lila öltönye. Szeme körül vagy fekete smink, vagy simán fehér bőre látható. Szemöldöke csak azon változatoknál látszik, melyeken nincs szeménél smink, ez esetben az is zöld, vagy fekete. Szeme színe zöld. Ajkait általában piros smink fedi, mely néha lemoshatatlanul arca része, máskor pedig csak rúzsként van rajta. Ilyen esetekben gyakran fekete a színe. Mosolya gyakran irreálisan nagy (az 1950-es években még ki is lógott arcáról) azonban néha teljesen normális a mérete.
Már az első feltűnésekor megkapta a mára híressé vált öltözetének alapját: a lila öltönyét. Az, hogy mik díszítik ezt a ruháját, mindig változó, azonban az öltönye színe szinte állandó. A Batman #1-ben egyelőre csak az öltönye színe volt kiemelkedő, alatta fehér inget viselt, azonban már akkor sem futamodott meg öltözékének átváltása alól: az első füzetben egy rendőrnek öltözött, hogy közelebb férkőzhessen áldozatához. A későbbi képregényekben elterjedt a különféle színű ingek és nyakkendők használata, ezek persze mindig változtak. A lila öltönyét először A sötét lovag visszatér című képregénysorozatban váltotta le hosszabb időre, melyben fehér öltönyt, lila inget és fehér nyakkendőt viselt. Ezek után rengetegféle ruhája jött létre, ilyen például a Death of the Family történetben viselt változat, mely kék munkaruha.

### Képességei és felszerelése
Jokerenek nincsenek szuper-képességei. Fegyverzetét is személyiségéhez igazította, gyakran támad borotvaélű kártyákkal, robbanó golyókkal, és egyéb kellemetlen meglepetésekkel. Az öltönyén viselt virágból általában sav jön ki, kesztyűjén pedig gyakran visel sokkolót, melytől áldozata elevenen megsül. A legnépszerűbb fegyvere azonban kétségkívül a Joker méreg (szokták Joker gázként, Nevető gázként, valamint Vigyorexként fordítani), melytől az áldozat elkezd nevetni, majd külseje eltorzul, ezek után vagy kómába kerül, vagy meghal. Már első megjelenése óta használja ezt a mérget, melynek csak ő tudja a receptjét. Joker immunis a gázra, ahogyan sok más méregre is.
Néha ellensége fegyvereit is lemásolja, természetesen az ő stílusához igazítva. A The Joker’s Utility Belt történetben csinált magának egy olyan övet, mint amilyen Batmannek is van. A The Joker Follows Suit című képregényben megépítette a saját Batmobilját, melyet Joker mobilnak nevezett el. Az autó sokban hasonlít a Batmobilra, azonban lilára és zöldre van festve, oldalán egy nagy „J” betű, elején pedig egy nagy Joker fej található. Könnyen be tud szivárogni a gothami televízióba, gyakran szokta üzeneteit ott közvetíteni.
Joker jól képzett közelharcban, egyszer vívott Batmannel, akkor le is győzte, bár megölni nem akarta. Jól bánik a lőfegyverekkel, még ha pisztolyai általában nem is valódiak. Gyakran csak egy zászló bukkan ki a csőből, melyre „Bang” van ráírva. Ez esetben, ha még egyszer meghúzza a ravaszt, a zászlót kilövi, mely beleáll az áldozatba.

## Más médiumokban

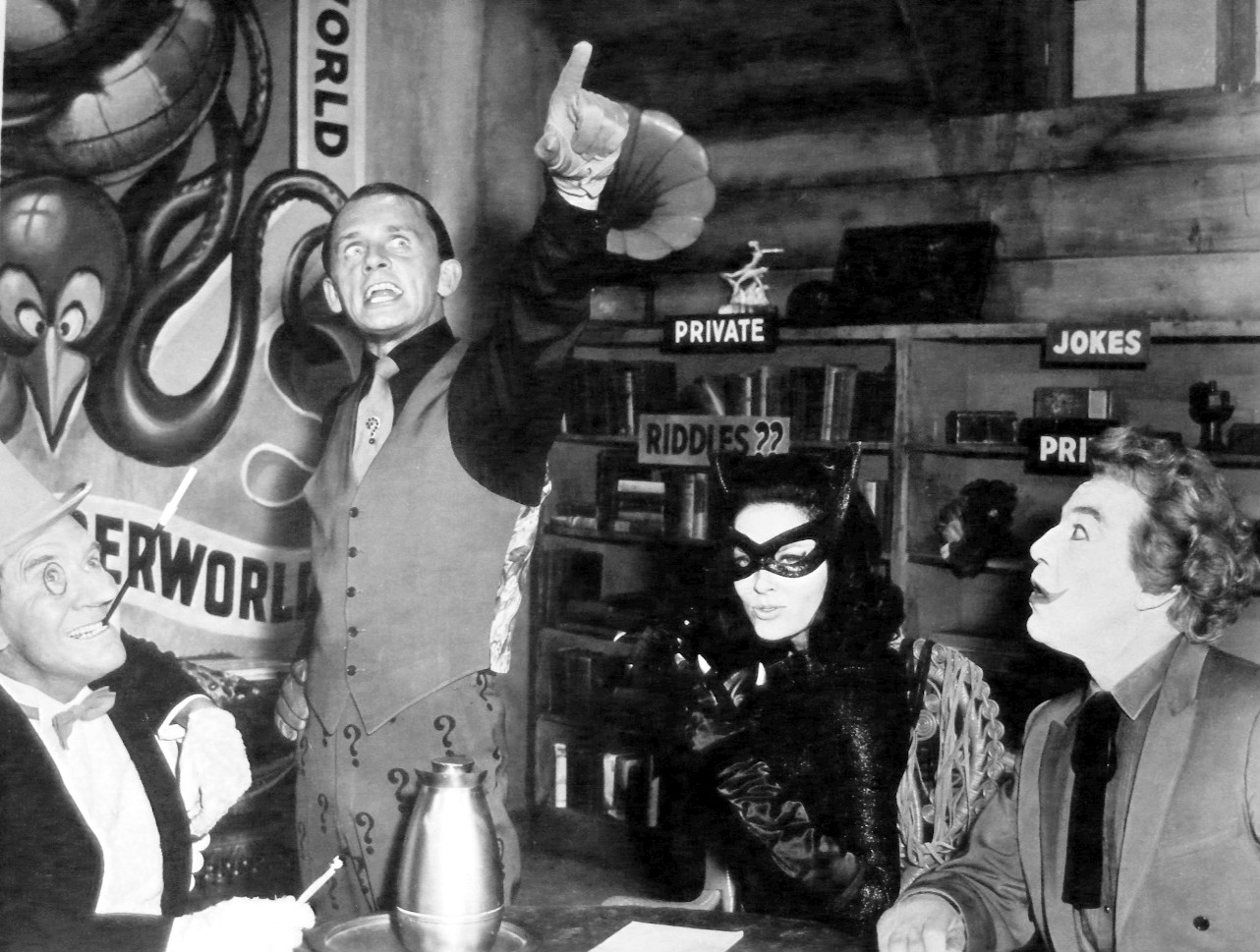
A legnépszerűbb gonoszok a sorozatból. Balról jobbra: Pingvin, Rébusz, Macskanő és Joker

Első megjelenése a képernyőkön Cesar Romeróhoz köthető, aki az 1966-ban készült Batman televíziós sorozatban keltette életre a karaktert. Eme sorozatban Joker az 1950-es és 1960-as évek képregényeiből ismert változatát mutatta be, mely inkább egy szerencsétlen és gyerekes gonosz volt, mintsem egy komoly fenyegetést jelentő gyilkos pszichopata. Cesar Romero nem akart megválni bajuszától a szerep kedvéért, így (bár le van festve fehér festékkel, mely az egész arcát eltakarja) mindig látszik a bajsza. A karakter ezen változata nem csak a sorozatban, de a szintén 1966-ban készült, a sorozatra épülő Batman mozifilmben is tiszteletét teszi. A sorozat bár hatalmas sikernek bizonyult, 1968-ban mégis megszűnt.
1968 és 1969 között futott a The Adventures of Batman című animációs sorozat, melyben Larry Storch szinkronizálja a karaktert. A Scooby-Doo újabb kalandjaiban is feltűnik egy rész erejéig, itt szintén Larry adja hangját. A The New Adventures of Batman sorozatban is megjelenik, itt Lennie Weinrib alakítja. Az 1985 és 1986 között futó The Super Powers Team: Galactic Guardiansban is megjelent egy rész erejéig, itt Frank Welker szinkronizálja.

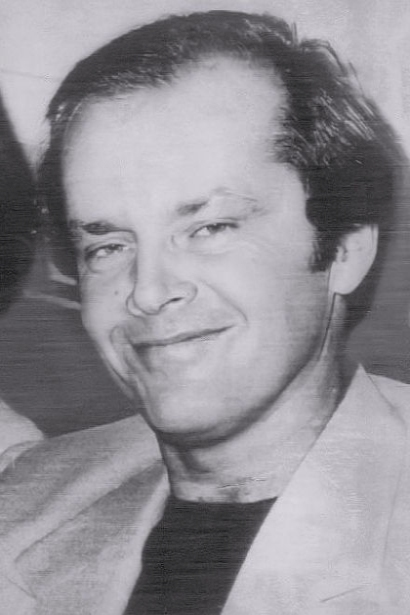
Az 1989-ben megjelent Batman film Jokerét alakító Jack Nicholson

1989-ben jelent meg a Batman film, melyben Jack Nicholson játszotta a karaktert. A filmben kiderül Joker eredete is, mely szerint Jack Napier volt a valódi neve és már Jokerré válása előtt is bűnöző volt. Viszonyt folytatott a maffia vezetőjének barátnőjével, melyért öngyilkos akcióba küldte őt felettese, a vegyi művekbe. Itt találkozott Batmannel, akitől megpróbált elmenekülni, de balszerencséjére beleesett az ottani vegyi anyagba. Bár mindenki azt hitte, meghalt, túlélte, azonban arcára fagyott egy ijesztő és groteszk vigyor, mellyel áldozatait is ellátja az általa „Vigyor ex” névre keresztelt méreggel, melytől az áldozat haláláig nevet, majd ráfagy a vigyor. A történetben Joker megőrülése után beleszeret a Vicki Vale nevű újságíróba, akiért mindent megtesz, hogy megkaphassa. A filmben később kiderül, hogy Jack ölte meg Bruce Wayne szüleit is, mely miatt Batman a film végén megöli Jokert. A színész hatalmas elismerést kapott alakítása után és sokáig őt nevezték a legjobb Jokernek.
1992-ben kezdődött a Batman: A rajzfilmsorozat, melyben a híres Mark Hamill játszotta Jokert. A karakter a sorozat második részében tűnt fel először, melynek a Karácsony a Jokerrel címet adták. Összesen 17 részben szerepelt. Joker itt kapta meg segédjét és barátnőjét, Harley Quinnt is. A sorozat kapott egy külön animációs filmet (mely egyben az első szuperhősös animációs film volt) Batman: A rém álarca címen, melyben szintén szerepet kapott a karakter. A film bár anyagilag bukott, kritikailag nagyon sikeres. A sorozat végül 1995-ben ért véget, azonban folytatása, a The New Batman Adventures két évre rá kezdődött és 1999-ig futott. A szinkronhangok maradtak, így a Hamill által szinkronizált Joker 6 részben tűnhetett fel. Eme Joker szerepelt még a Batman és Superman animációs crossoverben, melyben összefogott Lex Luthorral. Hamill alakította még Az igazság ligája című animációs sorozatban a szereplőt és feltűnt A jövő Batmane: Joker visszatér című animációs filmben is. 1992 óta folyamatosan Hamill adta a szereplő hangját, egészen 2004-ig, mikor is Kevin Michael Richardson kapta meg a szerepet a The Batman című animációs sorozatban, mely 2008-ig futott és a karakter az öt évad során 20 részben tűnt fel. A sorozat kapott egy saját filmet is, Batman és Drakula címen, melyben szintén feltűnt Joker.

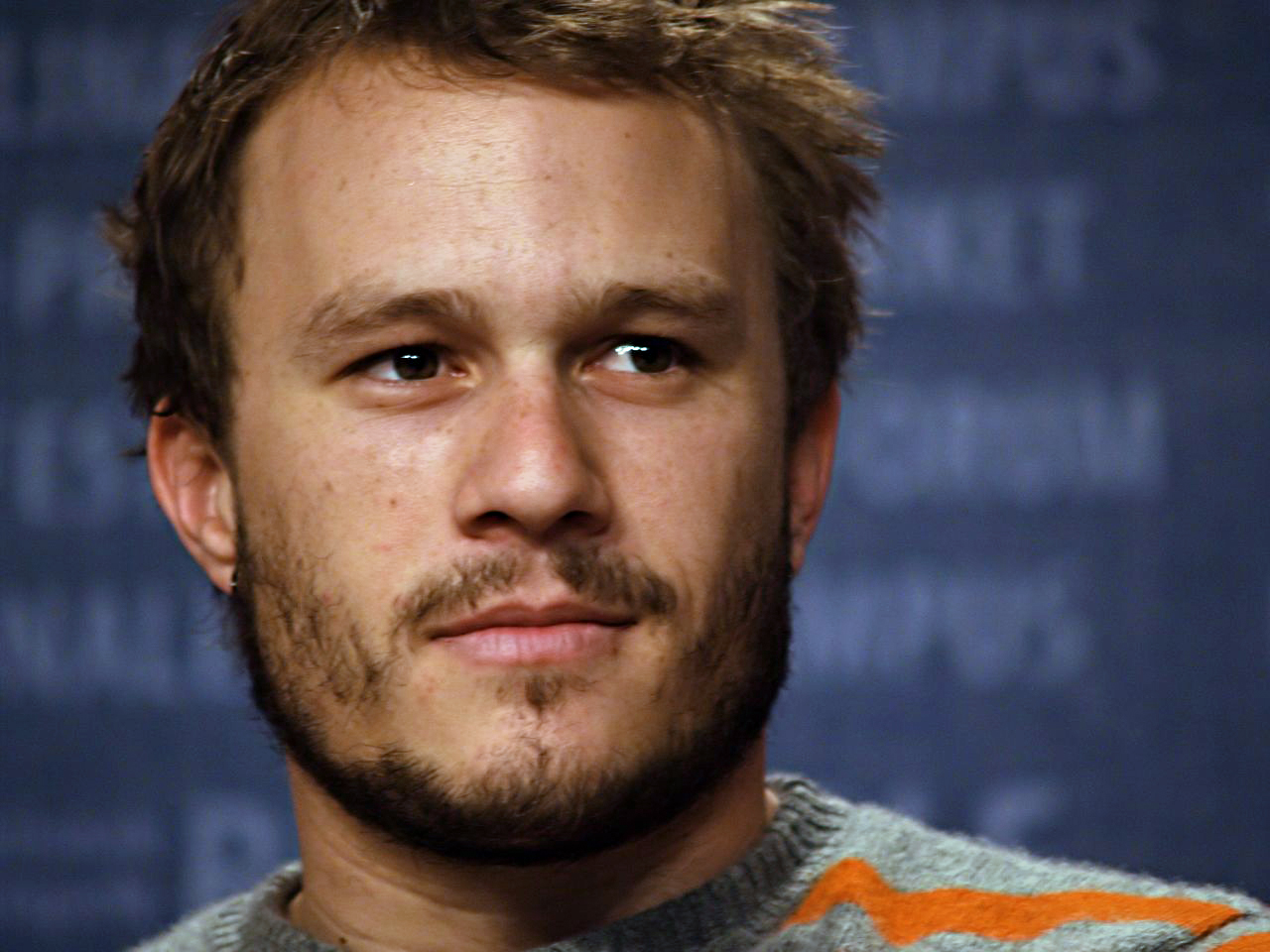
Jokert alakító Heath Ledger

2008-ban készült el A sötét lovag című film, melyben Heath Ledger alakította a karaktert. Mikor bejelentették, hogy ő fogja játszani az őrült bohócot, a rajongók hatalmas hisztériát csaptak, volt, aki addig is elment, hogy ez a világ eddigi legrosszabb választása. A szereposztás azonban nem változott, viszont Ledger mindent megtett azért, hogy jól hozza a szerepet: bezárkózott egy hotelszobába és ott gyakorolt a szerepére. Sok képregényt olvasott, melyben szerepelt a karakter, ilyen például a Batman: A gyilkos tréfa és a Batman: Arkham Elmegyógyintézet. A szerep nagyon megviselte és különféle gyógyszereket is kellett szednie. Miután befejeződött a forgatás, 2008. január 22-én holtan találták lakásában. Halála oka túladagolás volt. A filmet végül 2008. július 18-án mutatták be és hatalmas sikert aratott. A legtöbb kritika Ledger zseniális alakítását méltatta és a legjobb Jokernek kiáltották ki. A film az eddigieknél is jóval sötétebb és reálisabb, így Joker kinézete is ehhez igazodott: fagyott vigyor helyett kettő vágása van arcán, melyek mosolyt formáznak, bár maga a karakter viszonylag ritkán mosolyog. A filmben nagy hangsúlyt kap Batman és Joker közötti kapcsolat, miszerint Batman azért nem öli meg Jokert, mivel nem akar átlépni egy erkölcsi határt, míg Joker azért nem öli meg Batmant, mivel túl jól szórakozik rajta. Joker eredete nincsen megtárgyalva a filmben, csak a szereplő beszél róla, azonban mindig teljesen mást mond. A 81. Oscar-gálán posztumusz ítélték oda neki a legjobb férfi mellékszereplőnek járó Oscar-díjat.

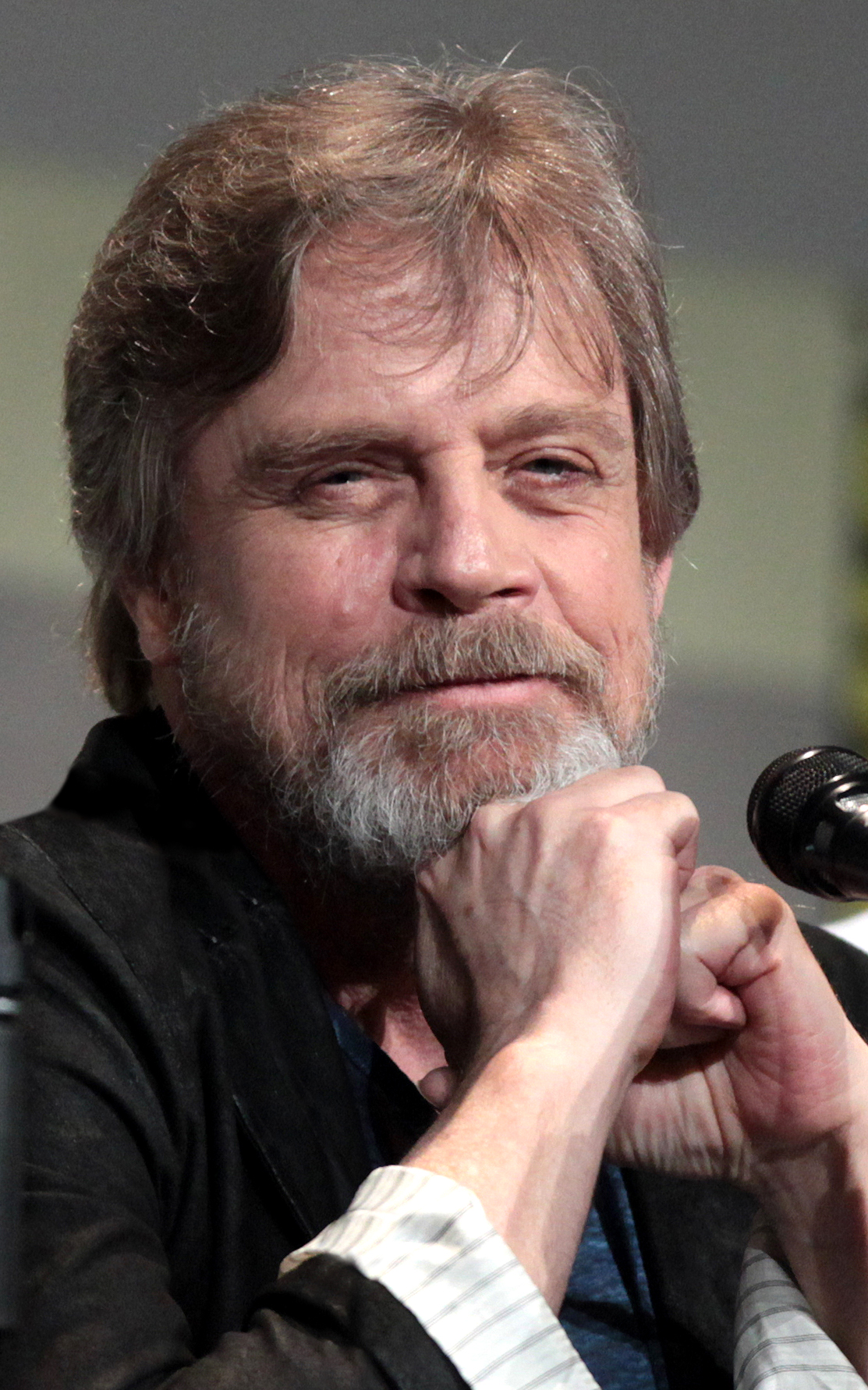
Jokert sok animációban és játékban szinkronizáló Mark Hamill

2009-ben jelent meg a Batman: Arkham Asylum című videójáték, melynek fontos szereplője volt Joker, akit ismét Mark Hamill alakít. A történet szerint Batman éppen elfogja ellenfelét, azonban mikor bekísérnék az elmegyógyintézetben lévő cellájába, Joker barátnője, Harley Quinn segítségével kiszabadít minden rabot az elmegyógyintézetből. Innentől minden rab Batmanre vadászik, aki mindent megtesz a rend helyreállításáért és Joker elkapásárért. A játék hatalmas sikereket ért el, így nem csoda, hogy 2011-re lett is egy folytatás Batman: Arkham City néven. A játékban Joker halálos betegségben szenved és Batmannel akarja megszereztetni a gyógyírt. A végén Batman meg is szerzi, azonban tétlenkedik, így Joker karon szúrja. Batman ennek következtében elejti a folyékony gyógyszert, melynek üvege széttörik és az életmentő szer elfolyik. Joker így elfekszik a földön, várva halálát, közben Batman elmondja neki, hogy ő megmentette volna, ha ő nem szúrja meg. Jokernek ezek az utolsó szavai hozzá: „Valójában… ez elég vicces…”. A karakter játékban lévő változata megkapta „Az év szereplője” díjat a 2011-es Spike Video Game Awardszon. A játék megjelenése után Hamill azt nyilatkozta, hogy visszavonul a szereplőtől. Ettől függetlenül jött folytatás 2013-ban, pontosabban előzmény Batman: Arkham Origins néven, melyben Troy Baker adta Joker hangját. Készült egy animációs film is, melyet 2014-ben adtak ki Batman: Az Arkham ostroma címen. A film szintén az Arkham univerzumba tartozik és az Arkham Origins és az Arkham Asylum közé tehető időrendben. A film inkább az Öngyilkos osztag csapatát állítja középpontba, mintsem, hogy Batmanről szólna. A filmben szintén Baker adja Joker hangját. Végül 2015-ben jött a Batman: Arkham Knight, ami már az Arkham City után játszódik, bár nem sokkal. A történetben Batmannek hallucinációi vannak, melyekben mindig feltűnik Joker is, akit ismét Hamill szinkronizál.
2010-ben mutatták be a Batman: Piros sisak ellen című animációs filmet, melyben John DiMaggio alakítja Jokert. A film Jason Todd, a második Robin történetét dolgozza fel, mely szerint Joker agyonverte őt egy vasrúddal, majd felrobbantotta. Jason később visszatér a halálból, hogy megküzdjön Batmannel. A film nagy kritikai sikert aratott. A karakter feltűnt még a 2013-as Batman: A sötét lovag visszatér 2. részben, melyben Michael Emerson adja hangját. A film a nagy sikerű A sötét lovag visszatér című képregény adaptációja. Benne van még a 2015-ben készült Batman határtalanul: A szörnyek keringője című animációs alkotásban, melyben szintén Troy Baker szinkronizálja.
2014-ben kezdődött a Gotham című sorozat, melyben Joker is szerepet kapott és Cameron Monaghan alakítja. A sorozat Batman eredetét hivatott bemutatni, így Joker is még fiatalként van benne a sorozatban. Itt a neve Jerome Valeska, aki utálta a vándorcirkuszban dolgozó anyját, ezért megölte őt. Ezek után az Arkhamba szállítják, ahonnan egy Theo Galavan nevű milliárdos szabadítja ki, vele együtt más őrültekkel, akikkel nagy káoszt teremtenek a városban. Végül maga a Galavan szúrja nyakba Jerome-ot, hogy hőstettéért nagy elismerést kapjon. A karakter nagy rajongótábort kapott és mikor azt hitték, szeretett pszichopatájuk meghalt, nagy hisztériát csaptak és sokan abba is hagyták a sorozat nézését. Végül a második évad utolsó részében kiderült, hogy Jerome-ot feltámasztotta Hugo Strange, majd kiszabadult az Arkham elmegyógyintézetből.

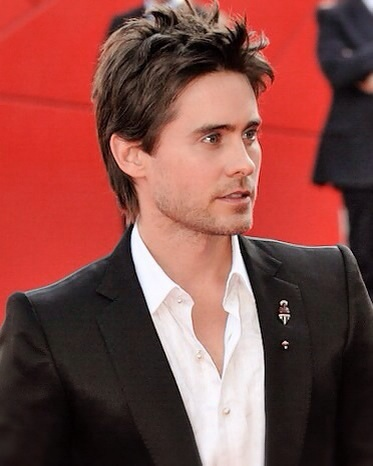
A DC-moziuniverzumban Jokert alakító Jared Leto

2016 augusztusában jelent meg a Suicide Squad – Öngyilkos osztag című akciófilm, mely a DC-moziuniverzum része. A filmben elsősorban a gonoszok kapnak nagy szerepet, köztük Harley Quinn és Joker, akit Jared Leto alakított. Leto szereposztását a rajongók ismét kritizálták, mondván, hogy nem lesz olyan jó, mint Heath Ledgeré. Mikor kiderült, hogy a karakter a filmben tetoválást fog viselni, mindenki temette az egész karaktert. Ettől függetlenül Jared Leto mindent megtett a hiteles alakításért, pszichiáterekkel és valódi pszichopatákkal is beszélt. A film elsősorban negatív kritikákat kapott, kiemelve Leto Jokerét. Sokan a meglepően kevés szerepét kritizálták, mely azért történt, mivel kivágták a jeleneteit. Maga a színész is hangot adott sajnálatának, valamint az nyilatkozta, hogy leforgatott jeleneteiből külön filmet lehetne csinálni.
2016-ban jött ki a Batman: A gyilkos tréfa című animációs film, mely az azonos című képregény adaptációja. Joker szerepében Mark Hamill tért vissza, mivel a film kedvenc képregényének adaptációja. Bár ez a film lett voln az utolsó alakítása a Bűn Bohóc Hercegeként, még abban az évben visszatért, mégpedig a Justice League Action című animációs sorozatban.
A Lego Batman – A film animációs szuperhős vígjáték premierje 2017. január 29-én volt Dublinban. A történet középpontjában a DC karakterei állnak és természetesen Joker és Batman újabb összecsapása szolgáltatja a film fő témáját. Joker eredeti szinkronhangja Zach Galifianakis.
2019-ben Joker címmel Todd Phillips rendezésében és Joaquin Phoenix főszereplésével készült film a karakter eredettörténetéről. Phoenix a szerepért megkapta a legjobb férfi főszereplő Oscar-díját.

## Hatása a bűnözésre
2009 januárjában egy fehérre maszkírozott férfi fekete szemekkel és vörösre festett hajjal a belgiumi Dendermonde városában késével megölt 2 csecsemőt és egy dadust, illetve tizenkét további gyermeket megsebesített. Utóbb más újság mellett a De Standaard is megjegyezte, hogy a gyilkos megjelenése és viselkedése hasonlított Jokerére. Állítólag az elkövető ugyanúgy játszott a rendőrséggel, és kihallgatása alatt ő is nevetett.